# Chert
|  | Per al municipi del País Valencià, vegeu Xert. |

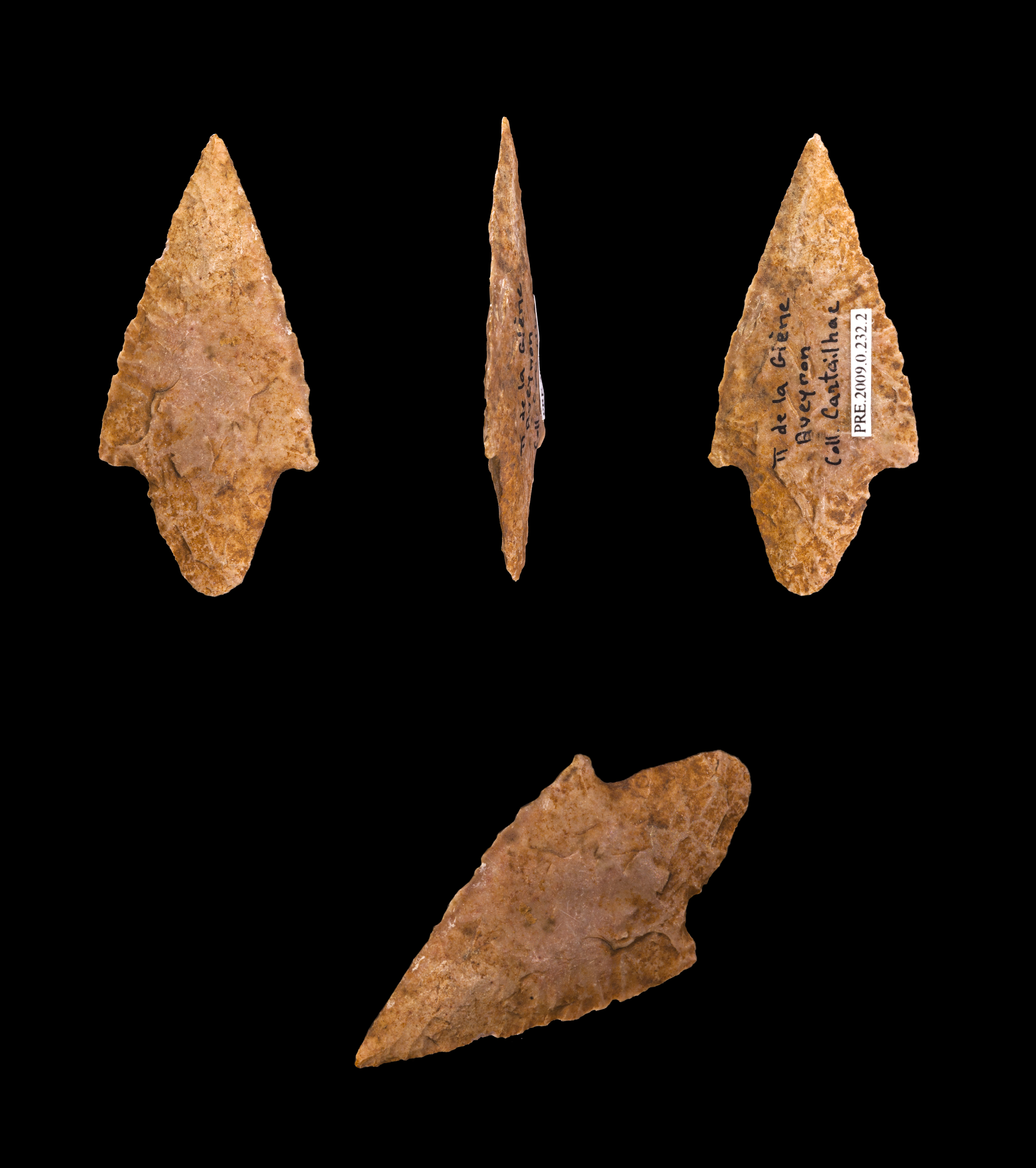
Puntes de fletxa del Neolític, Museu de Tolosa de Llenguadoc.

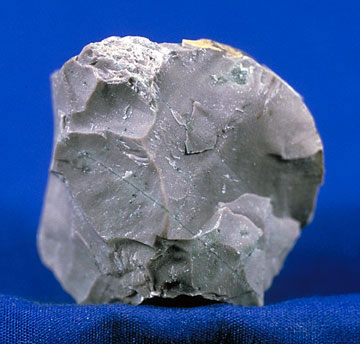
Chert

Chert és la denominació anglesa amb què es designa una concreció, de tons generalment clars, en les roques sedimentàries parcialment silicificades i dins de masses calcàries que contenen una mescla de calcedònia i calcita.
És una roca de gra fi microcristal·lina, criptocristal·lina o microfibrosa que pot contenir petits fòssils. Varia molt en els seus colors: de blanc a negre, però sovint és grisa, marró, marró grisenc, verd clar o vermellosa.

## Jaciments
Els cherts es troben especialment a les calcàries del Juràssic, principalment al període Bajocià.

## Ús
Els cherts s'han utilitzat durant la prehistòria al Paleolític superior i al Neolític, sobretot per fer artefactes, eines petites (com puntes de fletxes, gratadors, etc.) i bifaços tallats.